# Лососинское
Лососи́нское (Лососи́нное; устар. Ласасинское; карел. Lohijärvi) — озеро (водохранилище) в Прионежском районе Республики Карелия.
Объём воды — 0,0462 км³. Площадь поверхности — 8,1 км². Площадь водосборного бассейна — 101 км². Высота над уровнем моря — 183 м.

## Общие сведения
Водохранилище создано в начале XVIII века для нужд Петровского чугунолитейного завода.
Стоком служит река Лососинка. Главный приток — река Илакса, небольшие притоки — ручьи Перти, Кюльмей, Петси, Габручей. Озеро ориентировано в направлении с севера на юг. Берега покрыты хвойным лесом. На берегу расположена деревня Лососинное.
На озере 17 островов общей площадью 0,3 км².
Дно ровное, из грунтов преобладают илы и отложения заиленных растительных остатков. Цвет воды тёмно-жёлтый с переходом к коричневому в летний период. Высшая растительность представлена хвощом и осокой. В озере обитают окунь, плотва, щука, лещ, ёрш, налим и елец.
На северном побережье озера образована особо охраняемая природная территория «Побережье озера Лососинного» категории региональная природно-рекреационная территория.

## Галерея

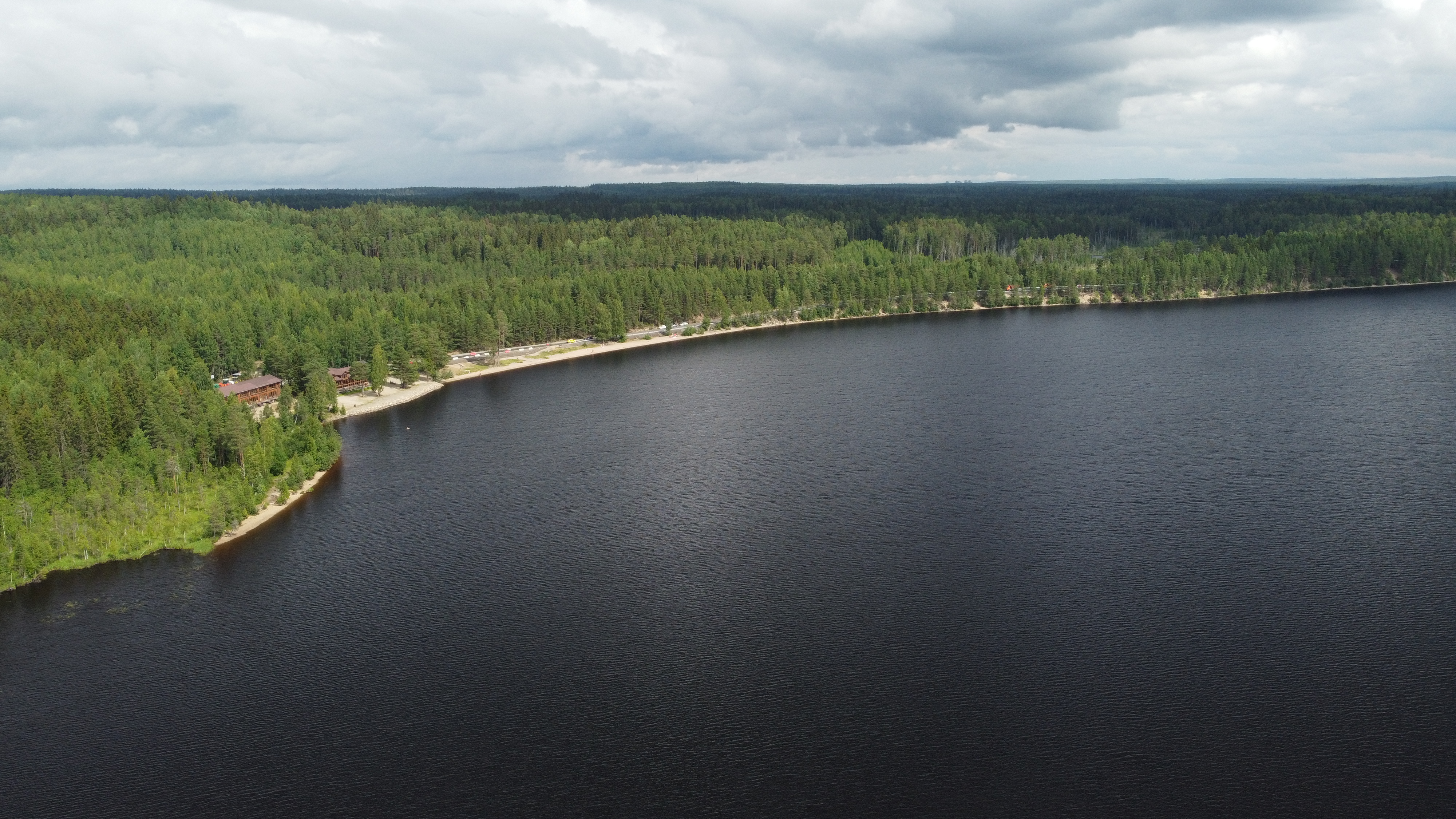
Северный берег озера — природно-рекреационная территория
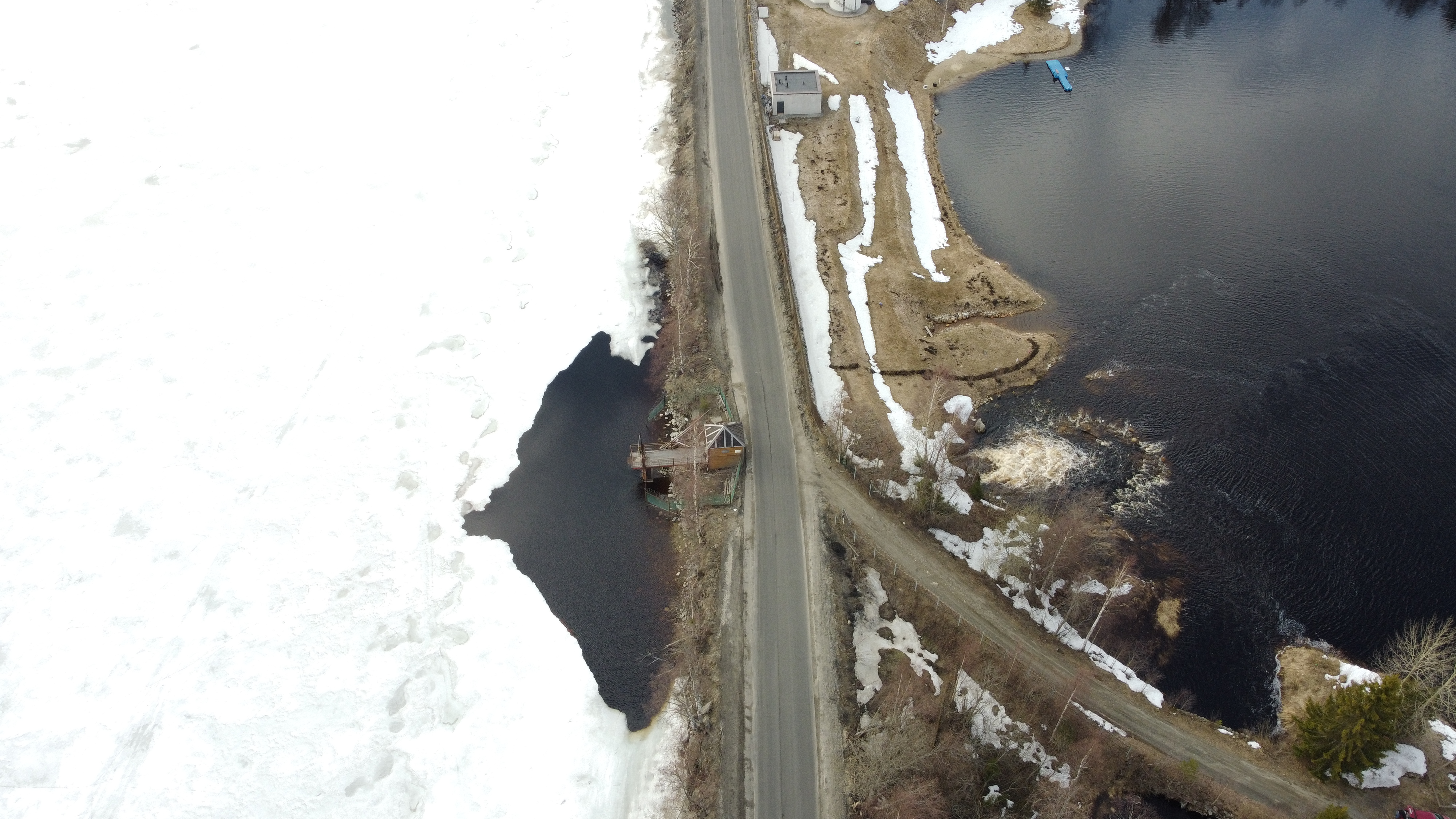
Плотина, регулирующая сток озера в Лососинку
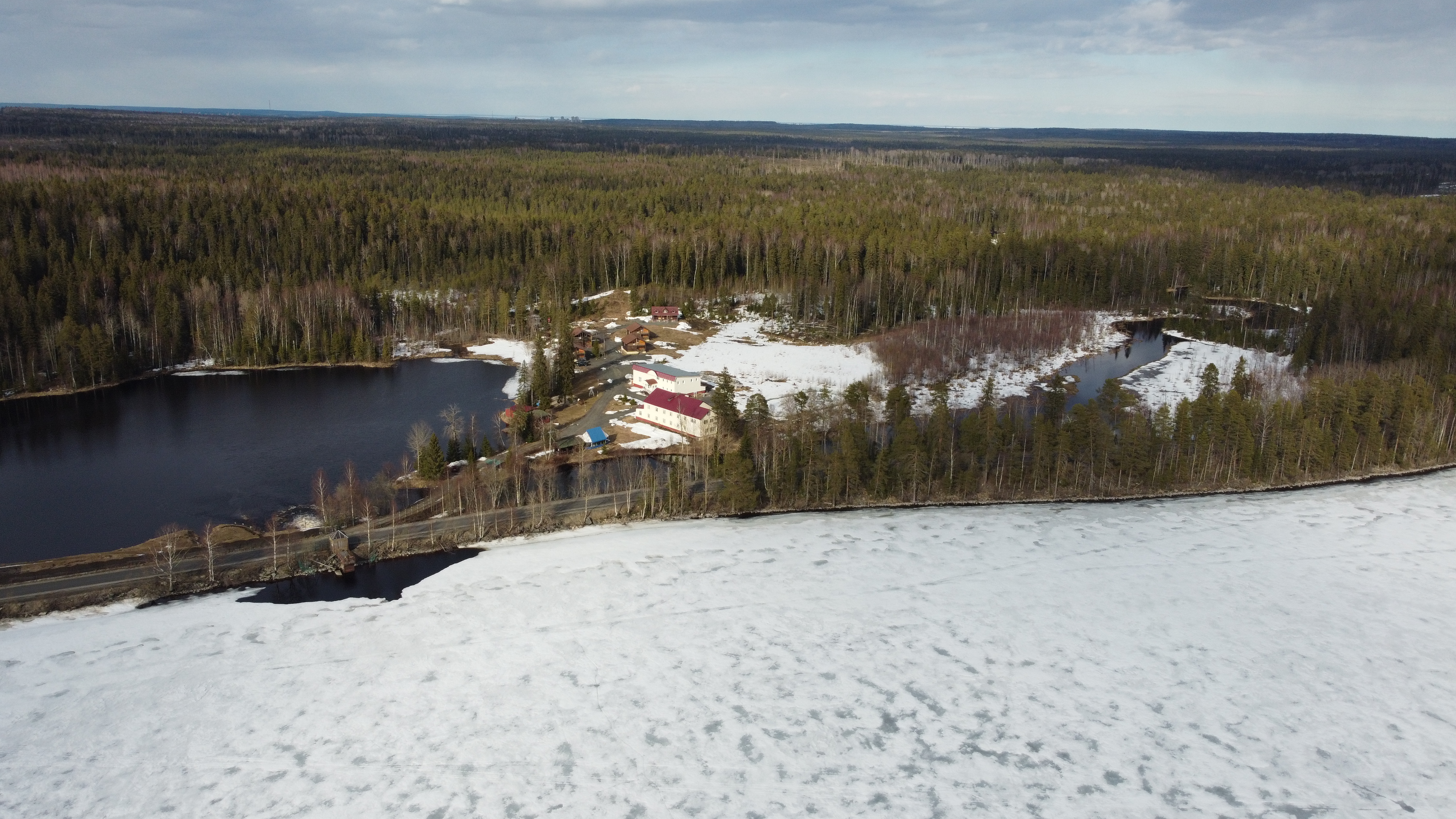
Исток Лососинки, ламба Чёрный Омут
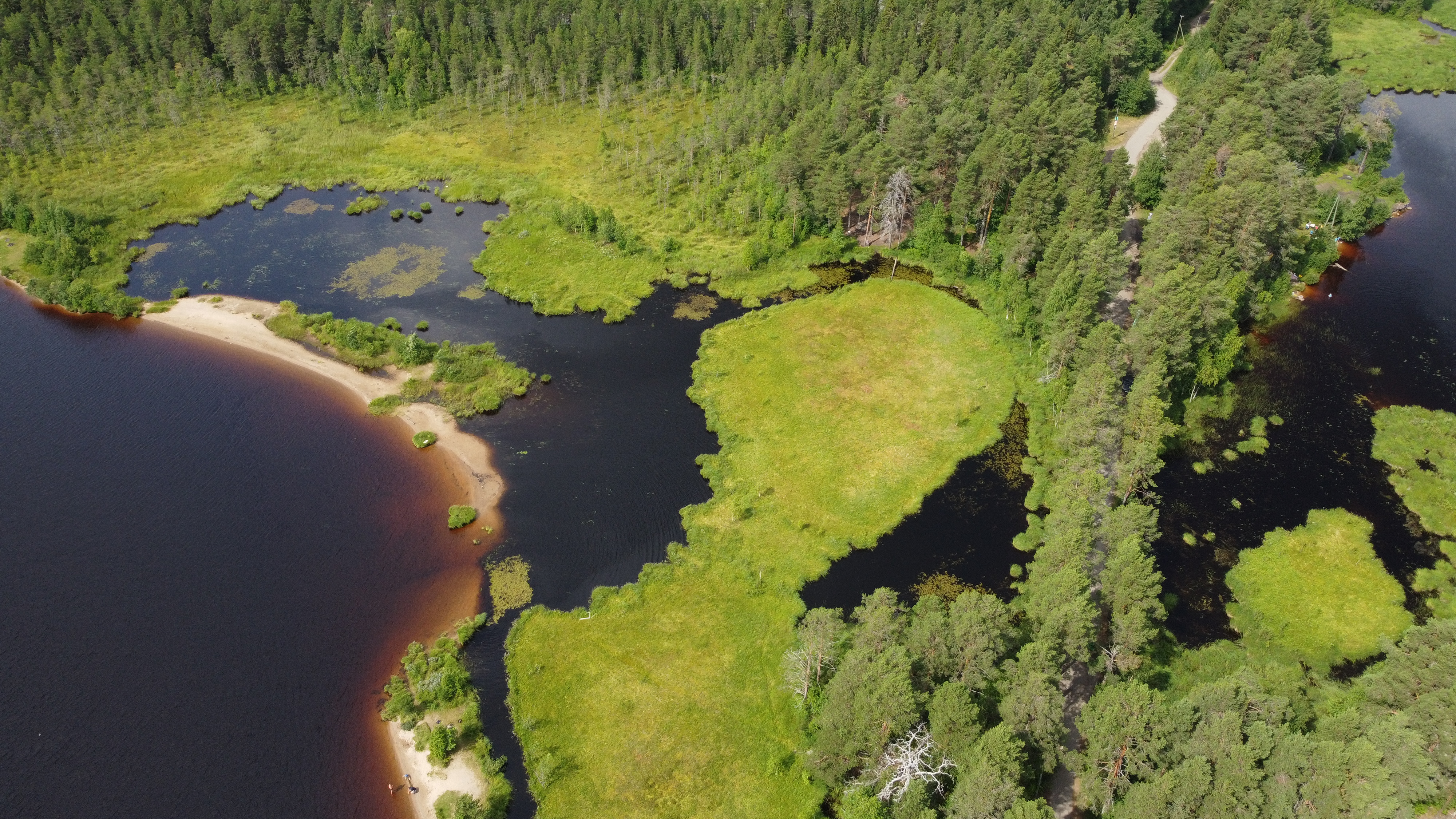
Перешеек мыса деревни Лососинное
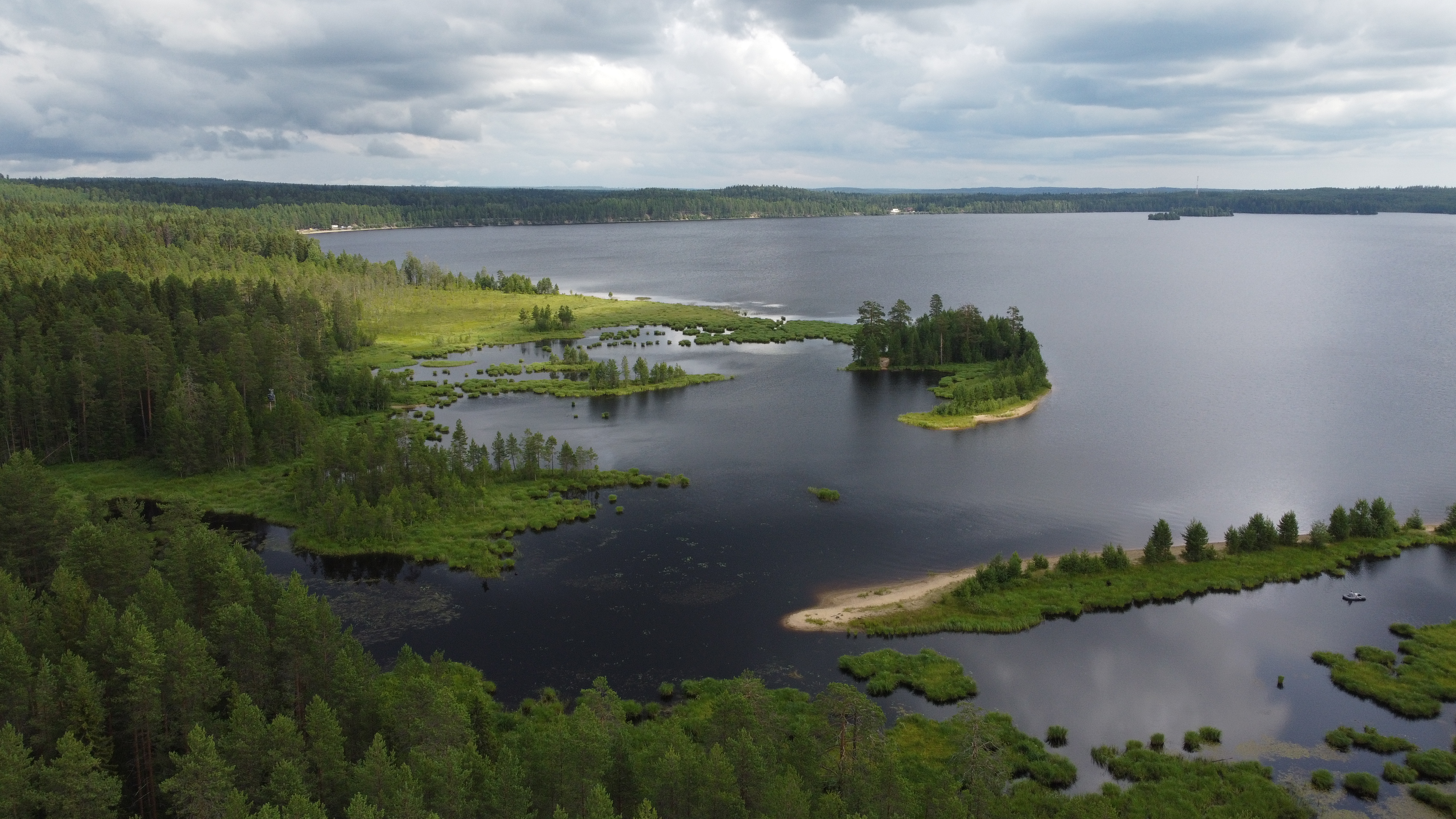
Устье ручья Перти
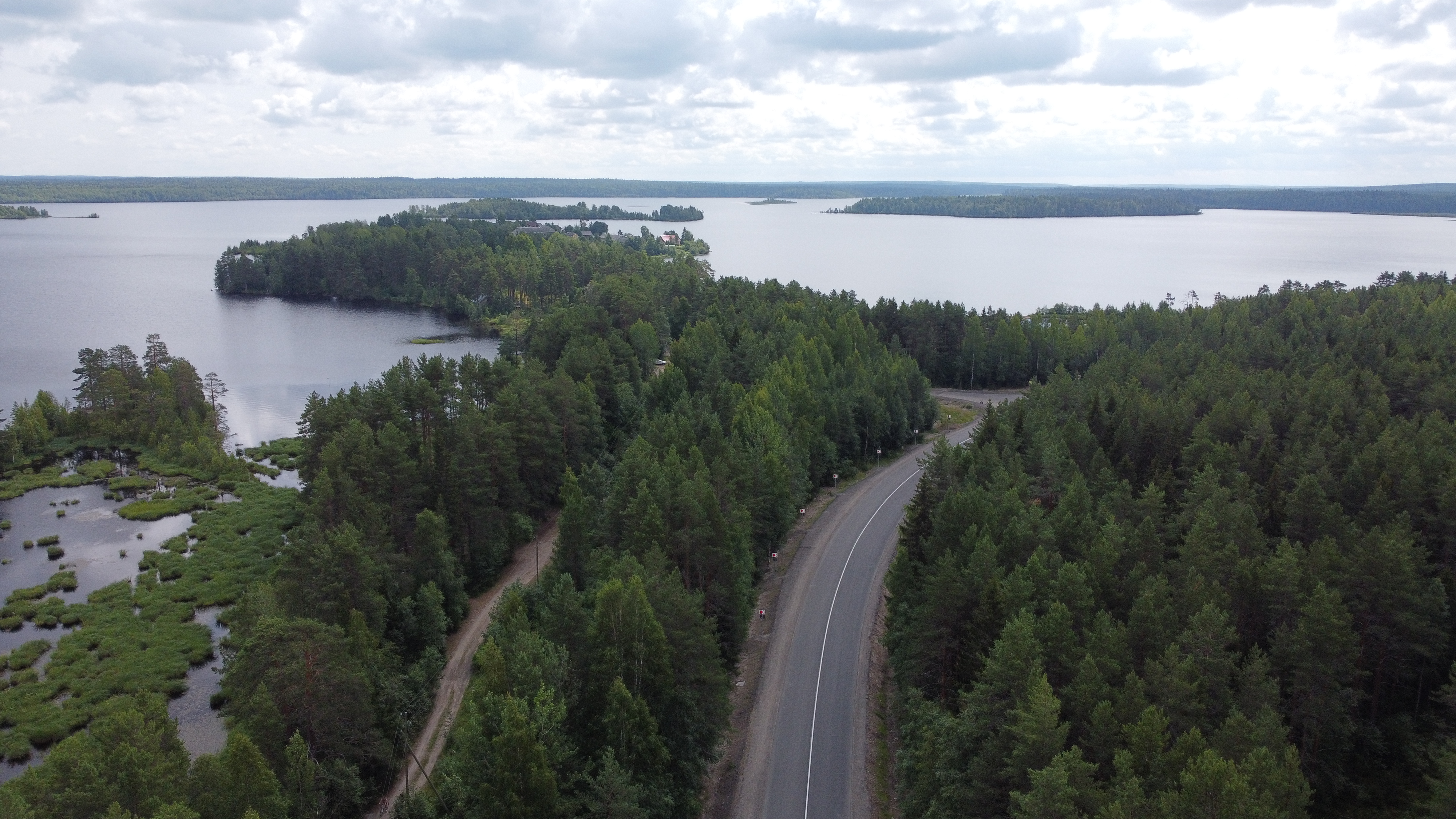
Мыс и острова на озере (Гайгач, Средний, Большой)